# Kilteel Castle
Kilteel Castle (irisch Caisleán Chill Chéile) ist ein Tower House aus dem 15. Jahrhundert im Dorf Kilteel (Cill Chéile) an der Südwestecke des Pale im irischen County Kildare.

## Geschichte

### An der Grenze des Pale
Im Mittelalter diente Kilteel Castle als Grenzfestung an den Marschen des Pale gegen die Angriffe der Familien O’Byrne und O’Toole aus County Wicklow. 1335 schrieb König Eduard III. Briefe, in denen er forderte, dass diejenigen, die mit der Verteidigung der Marschen betraut waren, ihre Pflicht in den Stationen Kilteel, Rathmore und Ballymore aufnehmen sollten; er erwähnte die „Plünderungen und Brandschatzungen von „Obryn“ (O’Byrne) und seinen Kumpanen“. Ein Gesetz von 1488, das die Grenzen der „vier gehorsamen Provinzen“ Louth, Meath, Dublin und Kildare auswies, beschrieb, dass die Grenzen des Pale durch Kilteel und Rathmore verliefen. Ein Gesetz von 1494/1495 forderte, dass die Grenze aus „ein[em] doppelten Graben von sechs Fuß Höhe über Grund an einer Seite oder einem Teil, das auf die Seite der Iren zeigt“, bestehen soll. Ein Teil der Grenze des Pale mit Spuren einer möglichen, irdenen Bastion kann man auf Luftaufnahmen südöstlich der mittelalterlichen Kirche von Kilteel ausmachen. Archäologische Ausgrabungen legen den Schluss nahe, dass sich die Überreste nach Osten fortsetzen und die Grenze zwischen den Townlands Kilteel Upper und Cupidstown bilden.

### Tower House

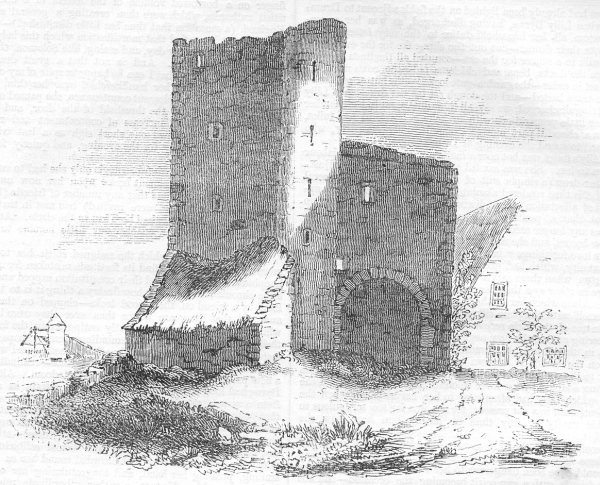
Kilteel Castle 1833

Zur Verstärkung und zum Ersatz der alten Verteidigungsanlagen wurden im 15. Jahrhundert ein starkes Tower House errichtet. Dieses fünfstöckige Gebäude mit rechteckigem Grundriss enthält vier Obergeschosse über einem Erdgeschoss mit Gewölbedecke. Auch die Decke im 3. Obergeschoss hat ein Gewölbe. Daran im Südwesten angebaut ist ein Torhaus. Ursprünglich gab es auch noch eine Einfriedung. Eine Abbildung der Burg im Dublin Penny Journal aus dem Jahr 1833 zeigt ein Haus mit steilen Giebeln, möglicherweise vom Ende des 17. oder Anfang des 18. Jahrhunderts. In den Archiven des Trinity College Dublin findet sich eine undatierte Zeichnung aus der Edwin-Rae-Sammlung, auf dem ein ähnliches Gebäude abgebildet ist. Eine Kanonenkugel, möglicherweise aus dem 17. Jahrhundert, wurde 1901 in der Nähe der Burg gefunden.